# Odašiljači i veze
Odašiljači i veze d.o.o. (OIV) hrvatski je mrežni operater na područjima radiotelevizijskog emitiranja i prijenosnih telekomunikacijskih kapaciteta. Društvo je od posebnog interesa za Republiku Hrvatsku zbog upravljanja komunikacijskom infrastrukturom od strateške važnosti,

## Povijest
Podrijetlo OIV-a seže u 1926. godinu kada je u Zagrebu ostvaren (Radio Zagreb) prvi radijski prijenos u jugoistočnoj Europi. Tehnička infrastruktura razvijala se unutar tadašnjih državnih radiotelevizijskih ustanova, a s vremenom je izgrađena mreža odašiljačkih objekata diljem Hrvatske.
Tvrtka je osnovana 16. travnja 2002. godine, kada se izdvojila od Hrvatske radiotelevizije i postala samostalno društvo s ograničenom odgovornošću. Ipak, kao prvotni datum osnivanja uzima se 15. svibnja 1926., kada je u rad puštena prva radijska postaja snage 350 W na srednjem valu za odašiljanje programa Radio Zagreba, smještena na Markovom trgu, u jezgri zagrebačkoga Gornjega grada.

### Strateški značaj
Odlukom Vlade RH OIV je društvo od posebnog interesa za Republiku Hrvatsku zbog upravljanja komunikacijskom infrastrukturom od strateške važnosti.
Tvrtka je u potpunom vlasništvu Republike Hrvatske.
OIV-ov posebni status također utječe na postupke imenovanja nadzornih tijela, obvezno izvještavanje Vladi RH i parlamentu te prioritet pri donošenju strateških planova razvoja nacionalne komunikacijske mreže.
Poslovanje društva podliježe regulatornom nadzoru Hrvatske regulatorne agencije za mrežne djelatnosti (HAKOM).

## Infrastruktura
OIV upravlja s više od 350 odašiljačkih i komunikacijskih objekata širom Hrvatske. Među najvažnije spadaju Sljeme, Učka, Biokovo i Srđ. Ta infrastruktura omogućuje gotovo potpunu pokrivenost stanovništva signalom zemaljske televizije i radija, kao i specijalizirane mrežne usluge.

## Modernizacija i razvoj
OIV je bio nositelj digitalizacije zemaljske televizije u Hrvatskoj, dovršene 2010. godine. U 2020. godini realiziran je prijelaz na DVB-T2/HEVC sustav. Osim toga, OIV razvija mrežu za digitalni radio putem DAB+ sustava, te nudi rješenja temeljena na novim komunikacijskim tehnologijama poput IoT-a i privatnih mobilnih mreža.

## Mrežne usluge

### FM radio
S pomoću 77 odašiljačkih lokacija Odašiljači i veze FM signalom pokrivaju oko 99 % stanovništva Hrvatske. Društvo upravlja mrežama za programe Hrvatske radiotelevizije (HRT HR1, HR2 i HR3) na nacionalnoj razini te osam regionalnih programa unutar HRT HR lokalno. Osim toga, OIV ustupa svoju komunikacijsku infrastrukturu drugim radijskim koncesionarima.

### Digitalni radio (DAB+)
Digitalni radio predstavlja značajan iskorak u odnosu na analogni radio. Većina slušatelja u Hrvatskoj sluša radio svaki dan, a više od polovice korisnika sluša ga u vlastitom automobilu. Svi novi automobili u mnogim državama članicama EU već imaju ugrađen digitalni radio prijamnik. Također, većina novih automobila ima digitalni radio prijamnik, što otvara još veći prostor za emitiranje sadržaja putem DAB+ platforme. Kvaliteta zvuka bez šumova uz mogućnost prikaza slika i grafika na radijskom prijamniku DAB+ signala, samo su neke od prednosti, a preko zemaljskog odašiljanja mogu se primati tekstualni i grafički podaci vezani uz sadržaj (naslovnice albuma, informacije o pjesmi ili elektronski programski vodič).[nedostaje izvor]
Probno odašiljanje digitalnog radija OIV je započeo krajem 2017. Danas na DAB+ prelazi sve više radijskih postaja. Emitiranje je aktivno na 36 lokacija, čime je pokriveno 98,4 % stanovništva, a pokrivenost autocesta iznosi 98 %.

### Dobivanje koncesije za digitalnu televiziju
Na sjednici Vijeća HAKOM-a održanoj 24. travnja 2009. godine donesena je odluka o izdavanju dozvole Odašiljačima i vezama za upravljanje mrežama digitalne televizije (MUX A i MUX B), a nakon provedenog natječaja. Dozvola se izdaje za uporabu radiofrekvencijskog spektra za pružanje usluge upravljanja elektroničkim komunikacijskim mrežama digitalne televizije na državnoj razini, u trajanju od 10 godina.
Vijeće HAKOM-a donijelo je odluku o izdavanju dozvole za uporabu RF spektra digitalne televizije za MUX D 21. srpnja 2010. U natječajnom roku pristigla je samo ponuda OIV-a. 

### Zemaljska digitalna televizija
U Hrvatskoj se zemaljska digitalna televizija odašilje upotrebom standarda DVB-T2, koji omogućuje emitiranje televizijskih programa u visokoj razlučivosti (HD). Sustav koristi kodiranje H.265/HEVC, a pokriva približno 99% stanovništva Hrvatske. Uvođenjem DVB-T2 tehnologije 2020. godine povećana je tehnička kvaliteta slike i otpornost na smetnje, a televizijskim nakladnicima omogućeno je emitiranje više od 20 nacionalnih i lokalnih programa u HD kvaliteti.

### Sustav mikrovalnih veza
OIV upravlja mrežom od više od 250 digitalnih mikrovalnih veza (u rasponima 8 i 11 GHz), koje služe kao primarna ili rezervna komunikacijska infrastruktura, osobito u područjima bez svjetlovodne mreže. Održana je modernizacija linkova svih magistralnih i većine čvorišnih lokacija, uključujući nadogradnju Ethernet veza te smanjenje troška i potrošnje energije.

### Sustav svjetlovodnih veza
OIV upravlja DWDM svjetlovodnom mrežom s kapacitetima do 100 Gbit/s po kanalu i ukupnom brzinom do 9,6 Tbit/s, rasprostranjenom duž oko 4 000 km optičkih niti i više od 50 čvorišta. Mreža povezuje veće gradove te se koristi za prijenos radijskih i TV signala te druge multimedijske usluge.

### Višeuslužna IP/MPLS mreža
Od srpnja 2019. godine OIV upravlja komercijalnom IP/MPLS mrežom. Infrastruktura nadograđena je kroz više faza, s ciljem migracije s PDH/SDH platformi, optimizacije kapaciteta te uvođenja novih usluga poput VPN-a, multicast routinga i QoS segmentacije.

### Satelitsko odašiljanje
Iz Satelitskog i multimedijskog centra Deanovec, OIV odašilje TV i radio programe putem satelita Eutelsat 16A koristeći 10 odašiljačkih i više od 20 prijamnih antena s automatskim sustavima za usmjeravanje i odleđivanje. Usluga podržava DTH (Free-to-Air i kodirani CAS), kao i integraciju s DVB‑T2, DAB+, IPTV i OTT platformama. Sustav koristi redundantne komunikacijske veze i neovisno napajanje.

## Uloga u kriznim komunikacijama
Kao ključni dio nacionalne infrastrukture, OIV ima ulogu u osiguravanju pouzdane komunikacije u kriznim situacijama. Putem Cronect mreže omogućuje rad hitnih službi, kriznih stožera i sustava za rano upozoravanje stanovništva.

## Međunarodna suradnja
OIV sudjeluje u radu međunarodnih organizacija u području elektroničkih komunikacija, uključujući EBU, ITU i druge europske i globalne forume za standardizaciju i razvoj mrežnih tehnologija.
OIV je 21. svibnja 2025. stekao status Ključnog industrijskog partnera THALES Grupe[čega?] u Republici Hrvatskoj. Cilj partnerstva jest uspostava dugoročne suradnje s lokalnim industrijskim partnerima, a kvalifikacija omogućuje formalizaciju suradnje na projektnoj osnovi. THALES Grupa sa sjedištem u Parizu globalni je tehnološki lider u područjima obrane, sigurnosti, zrakoplovstva, svemira i digitalnih tehnologija. Stjecanje statusa Ključnog industrijskog partnera označava važan korak u razvoju suradnje između OIV-a i THALES-a u Hrvatskoj.

## Frekvencije odašiljača i emitirani kanali
- Dodatak:Popis odašiljačkih objekata OiV-a
- Dodatak:Popis programa po digitalnim regijama
- Dodatak:Popis radio stanica po digitalnim regijama

## Vanjske poveznice
- Službene stranice OIV-a